# Fucosidosi
La Fucosidosi, detta anche "deficienza α-L-Fucosidasi" è una rara malattia autosomica recessiva lisosomiale in cui l'enzima Fucosidasi non è utilizzato correttamente per idrolizzare il fucosio. Questo enzima normalmente spacca le lunghe catene di carboidrati conosciute come oligosaccaridi all'interno dei lisosomi. Quando questo enzima è assente le catene si accumulano nei tessuti e portano alla Fucosidosi. 
Questa malattia è classificata tra le oligosaccaridosi e fa parte dell'eterogeneo gruppo delle malattie da accumulo lisosomiale.

## Epidemiologia
La fucosidosi è una malattia rara, autosomica recessiva: se uno dei genitori ha il cromosoma difettoso il soggetto sarà un portatore sano, se entrambi i genitori sono portatori hanno il 25% di possibilità in ogni gravidanza di avere un figlio con la fucosidosi.
Sono stati descritti meno di 100 casi (20 dei quali nel sud dell'Italia).

## Tipi e Sintomatologia
Esistono due diversi tipi di fucosidosi caratterizzate dall'età e dai sintomi della manifestazione della malattia.

### Tipo I
Si presenta nei i primi 3-18 mesi di vita. I sintomi sono quelli caratteristici delle malattie da accumulo lisosomiale: alterazione della struttura facciale, epatomegalia, splenomegalia, cardiomegalia e deformità ossee, possono esserci anche punti rosso ciliegia sulla superficie oculare. Sono presenti anche ritardo mentale grave e spesso ictus. I pazienti non presentano lesioni vascolari, ma hanno una rapida regressione piscomotoria, sintomi neurologici gravi e alte concentrazioni di sodio e cloruro nel sudore. Nella maggior parte dei casi la malattia risulta fatale entro il sesto anno di vita.

### Tipo II
Si presenta fra i 12 e i 24 mesi di vita. I sintomi comprendono angiocheratomi, ritardo mentale, deformità facciale, distosi multipla e la presenza di vene attorcigliate fra la membrana che avvolge il bulbo oculare e la palpebra interna. Questa forma della malattia è più moderata del Tipo I

## Gene responsabile

La Fucosidosi è una delle nove Malattie da Accumulo di Glicoproteine(GSD) individuate.
Il gene la cui mutazione causa la malattia è stato localizzato nel braccio corto del cromosoma 1 nel 1982. Uno pseudogene esiste sul cromosoma 2. Sono state contate circa 20 mutazioni.

## Diagnosi
La Fucosidosi, oltre che attraverso una valutazione genetica, si può diagnosticare mediante un esame delle urine (in cui il livello di glicoproteine risulta elevato) e un esame del sangue o una biopsia della pelle, in entrambi i casi la Fucosidosi è mostrata da una ridotta concentrazione di α-L-Fucosidasi.
È possibile anche una diagnosi prenatale per le famiglie in cui sia stato riscontrato il gene mutato, questa si effettua attraverso amniocentesi o studio dei villi coriali.

## Terapia
Solitamente la terapia si basa sulla cura dei sintomi man mano che questi si presentano e dalla costante attenzione al malato. L'allotrapianto è stato sperimentato in una decina di casi nel mondo con risultati non ancora accertati.